# Campo di concentramento di Lobor
Il campo di concentramento di Lobor, anche noto come campo di concentramento di Loborgrad (in croato: Koncentracijski logor Lobor) fu istituito il 9 agosto 1941 nello Stato Indipendente di Croazia, nel palazzo abbandonato della famiglia Keglević a Lobor, per ospitare bambini e donne serbi ed ebrei.
I suoi detenuti furono sottoposti a torture sistematiche, rapine e omicidi di individui definiti come "indisciplinati". Tutte le detenute più giovani del campo di Lobor furono sottoposte a stupri. Più di 2 000 persone erano detenute in questo campo e almeno 200 vi morirono. Tutti i bambini e le donne sopravvissuti furono trasportati e uccisi nel campo di concentramento di Auschwitz nell'agosto 1942.

## Istituzione
Il campo di concentramento di Lobor fu istituito il 9 agosto 1941, per lo più bambini e donne sia serbi che ebrei. Il campo fu allestito nel palazzo abbandonato della famiglia Keglević. Fu istituito, gestito e controllato dalla sorveglianza degli Ustascia, le guardie erano in tutto 16, membri della comunità etnica tedesca Volksdeutsche. La capacità massima di questo campo fu di 800 detenuti.

## Situazione dei detenuti
A causa della percentuale significativa di bambini presenti tra i suoi detenuti, questo campo è stato classificato tra i campi di concentramento per bambini, oltre a Jablanac, Mlaka, Bročica brickyard, Uštica, Sisak, Jastrebarsko e Gornja Rijeka: secondo alcune fonti, il numero totale di bambini detenuti nei campi di concentramento in Croazia nel 1942 era di almeno 24 000 persone. Il primo contingente di detenuti, pari a 1300 persone, arrivò a Lobor dal campo di concentramento di Kruščica.
Il numero di donne e bambini detenuti nel campo di Lobor raggiunse le 1 500 unità. Tutte le detenute più giovani del campo di Lobor furono sottoposte a stupri da parte degli ufficiali comandanti e delle guardie, eventi che portarono a gravidanze, in alcuni casi anche di ragazze di 14 anni. Oltre agli stupri sistematici, i detenuti furono sottoposti anche a torture, rapine oltre che agli omicidi degli individui "indisciplinati". Almeno 200 donne e bambini morirono nel campo di Lobor, non ci furono uccisioni di massa di detenuti a Lobor, 150 detenuti morirono a causa dell'epidemia di tifo.
Durante la sua esistenza, nel campo furono detenuti circa 2 000 donne e bambini ebrei. Nel periodo tra il 13 e il 28 agosto 1942 tutti i bambini e le donne sopravvissuti furono trasportati al campo di concentramento di Auschwitz, dove furono tutti uccisi.

## Memoria
Nel 2002 è stata istituita la Home for Mentally ill Adults Lobor-Grad (in croato: Dom za psihički bolesne odrasle osobe Lobor-grad) nel sito del campo. Durante la seconda guerra mondiale l'edificio ospitò l'ospizio della "Società per la soppressione dell'accattonaggio e l'assistenza ai malati".

## Approfondimenti
- Milan Bulajić, The Role of the Vatican in the break-up of the Yugoslav State: The Mission of the Vatican in the Independent State of Croatia, Belgrade, Stručna knjiga, 1994.
- Milan Bulajić, Jasenovac: The Jewish-Serbian Holocaust (the role of the Vatican) in Nazi-Ustasha Croatia (1941-1945), Belgrade, Fund for Genocide Research, Stručna knjiga, 2002, ISBN 9788641902211.
- Melita Švob, Jews in Croatia: Jewish communities, Izvori, 2004, ISBN 978-953-203-181-2.

| Controllo di autorità | LCCN (EN) no2020101034 · J9U (EN, HE) 987008914384405171 |